# Giovanni Nistri (medico)
Giovanni Nistri (1815 – Pisa, 25 gennaio 1884) è stato un chirurgo italiano.

## Biografia
Nel 1839 fu nominato chirurgo presso l'Ospedale dell'Università di Pisa e qui esercitò la sua professione fino al 1847, anno in cui si trasferì a Parigi per perfezionarsi. In questa città ebbe come maestro Jean Civiale.
Nel 1850 ritornò a Pisa e venne nominato aiuto del clinico chirurgico Carlo Burci. 
Nello stesso anno fu nominato medico chirurgo delle antiche Terme di San Giuliano, e dal 1869 ne fu direttore. 
In questi anni pubblicò molti lavori sulle virtù terapeutiche dell'acqua termale di San Giuliano, ponendosi tra i più importanti medici italiani nel campo dell'idrologia.
Nel 1879 assunse la cattedra di Patologia chirurgica dell'Università di Pisa.
Giovanni Nistri morì a Pisa il 25 gennaio 1884, stroncato da un'emorragia cerebrale durante una lezione universitaria presso la Clinica Chirurgica dell'Ospedale Santa Chiara di Pisa.

## Pubblicazioni maggiori
- San Giuliano, le sue acque termali e i suoi dintorni - 1875
- Sei lettere inedite d'illustri italiani - 1875
- I Bagni di San Giuliano presso Pisa - 1878, su emeroteca.braidense.it.

## Onorificenze
| Controllo di autorità | VIAF (EN) 90222018 · SBN LIAV154874 |